# Mykola Fesenko
Mykola Serhejevytsj Fesenko (Oekraïens: Микола Сергеевич Фесенко, Russisch: Николай Сергеевич Фесенко) (Dnjepropetrovsk, 25 december 1956), is een voormalig professionele basketbalspeler die speelde voor het nationale team van de Sovjet-Unie. Hij kreeg de onderscheiding De kapitein van de sport van internationale klasse van de Sovjet-Unie.

## Carrière
Fesenko speelde zijn profcarrière voor Dinamo Moskou. Met Dinamo werd Fesenko vier keer derde om het landskampioen van de Sovjet-Unie in 1975, 1976, 1980 en 1982. Fesenko speelde voor het nationale team van de Sovjet-Unie. Fesenko won goud op het Europees kampioenschap in 1981.

## Erelijst
- Landskampioen Sovjet-Unie:
  - Derde: 1975, 1976, 1980, 1982
- Europees kampioenschap: 1
  - Goud: 1981